# Vaticaans voetbalelftal (mannen)
Het Vaticaans voetbalelftal is een team van voetballers dat Vaticaanstad vertegenwoordigt bij internationale wedstrijden. Vaticaanstad, het kleinste land ter wereld, is geen lid van de FIFA en de UEFA en is dus uitgesloten voor deelname aan het WK en het EK.

## Geschiedenis
Onder toezicht van Paus Johannes Paulus II, die zelf tijdens zijn jeugd een verdienstelijk keeper was, werd in Vaticaanstad besloten een nationaal voetbalelftal leven in te blazen. Het Vaticaans voetbalelftal bestaat sindsdien uit leden van de Zwitserse Garde, pauselijke werknemers en museumwachten. Omdat alleen het personeel het Vaticaans staatsburgerschap kan krijgen en deze niet allen voor een langere tijd gemist kunnen worden, kan het nationaal voetbalelftal slechts af en toe een wedstrijd spelen. De gespeelde wedstrijden tegen zowel voetbalclubs als nationale elftallen krijgen dan ook relatief veel media-aandacht.
Het Vaticaans elftal speelde in 1994 tegen San Marino zijn eerste internationale wedstrijd, die met 0-0 in een gelijkspel eindigde. Tegenstander was een selectie van spelers uit San Marino maar dit was niet het nationale elftal. Op 23 november 2002 werd de eerste interland gespeeld; 0-0 tegen Monaco. Vervolgens speelde het team onder andere vriendschappelijke wedstrijden tegen de Zwitserse club SV Vollmond (5-1 winst) in 2006 en tegen de selectie van Italiaanse katholieke geestelijken (3-0 winst) in 2007. Op 25 oktober 2008 speelde Vaticaanstad een oefenwedstrijd tegen het Olympische voetbalelftal van China, die met 4-3 gewonnen werd.

## Internationale wedstrijden
Interlands
| Plaats / Datum          | Voetbalinterland      | Uitslag |
| ----------------------- | --------------------- | ------- |
| 23 november 2002, Rome  | Vaticaanstad - Monaco | 0-0     |
| 7 mei 2011, Rome        | Vaticaanstad - Monaco | 1-2     |
| 22 juni 2013, Cap-d'Ail | Vaticaanstad - Monaco | 0-2     |

Overige internationale wedstrijden
| Plaats / Datum        | Voetbalinterland           | Uitslag |
| --------------------- | -------------------------- | ------- |
| 1994                  | Vaticaanstad - San Marino* | 0-0     |
| 2006, Rome            | Vaticaanstad - SV Vollmond | 5-1     |
| 18 juni 2007, Rome    | Vaticaanstad - Italië RKS  | 3-0     |
| 25 oktober 2008, Rome | Vaticaanstad - China -23   | 4-3     |

*: niet het volledige nationale team

1 CONCACAF-lid · 2 geassocieerd CAF-lid · 3 geassocieerd OFC-lid · 4 geassocieerd AFC-lid